# بن والاس (سیاستمدار)
رابرت بن لوبان والاس (انگلیسی: Ben Wallace؛ زادهٔ ۱۵ مهٔ ۱۹۷۰) سیاستمدار بریتانیایی و افسر سابق ارتش بریتانیا است که از سال ٢٠١٩ تا ٢٠٢٣ به عنوان وزیر دفاع بریتانیا خدمت کرده است. او پیش از آنکه عضو پارلمان انگلستان باشد عضو پارلمان اسکاتلند بوده و جایگزین پنی موردانت شد.